# Bogumil Goltz

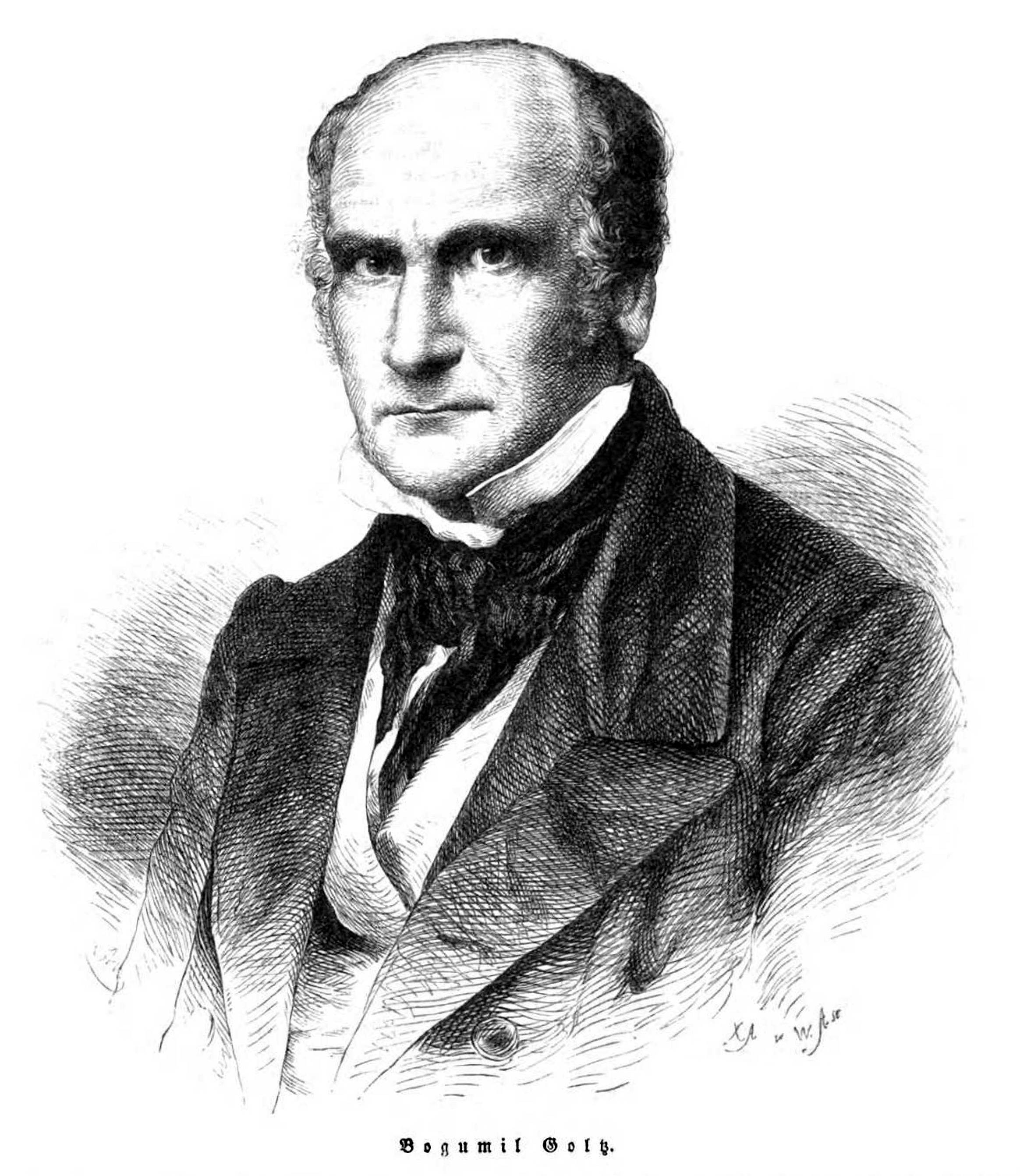
Bogumil Goltz.

Bogumil Goltz, född 20 mars 1801, död 12 november 1870, var en polsk-tysk författare. Han var farbror till Friedrich Goltz.
Goltz utgav på 1850-60-talen ett stort antal skrifter, mellanting mellan noveller och debattböcker, burna av rousseauansk livssyn och med obändig i uttrycket. Hos Goltz, som i hela sin läggning var en bitvarg av respektlösaste slaget, återfanns i sällsynt grad den störning i jämvikten, som kännetecknar tiden för realismens brytning mot romantiken. Ett urval av Goltz skrifter har senare utgetts i Reclams universalbibliotek.